# Estadio Næstved
El Estadio Næstved, llamado MTM Service Park por razones de patrocinio, es un estadio multiusos ubicado en la ciudad de Næstved en Dinamarca y que actualmente es la casa del Næstved BK y Næstved HG kvindeelite. ( 1 equipo de mujeres)

## Historia
El estadio fue inaugurado en 1944 e inicialmente era utilizado para competencias de speedway donde asistían alrededor de 20000 espectadores, contaba con una pista de 400 metros que fue removida en 2002 para acercar la gradería al campo de juego y la capacidad del estadio pasó de 20000 a 10000.
El récord de asistencia para un partido de fútbol es de 20,315 espectadores el 16 de noviembre de 1980 cuando el Næstved IF enfrentó al Kjøbenhavns Boldklub (KB) en el último partido de la temporada para definir al campeón nacional. El Næstved IF necesitaba la victoria para ser campeón por primera vez, pero el partido terminó 1-1 con el gol del empate en el último minuto y con ello el KB ganaría su título 15.